# Konstantin Fedin
Konstantin Aleksandrovici Fedin (în rusă Константин Александрович Федин; n. 12/24 februarie 1892, Saratov, Imperiul Rus – d. 15 iulie 1977, Moscova, RSFS Rusă, URSS)) a fost un romancier și poet rus.
Fedin a scris romane de analiză psihologică, care relatează participarea intelectualilor la Revoluția bolșevică din Rusia. Unele dintre romane (Orașe și ani) au unele implicații autobiografice.

## Biografie
Konstantin Fedin s-a născut la 24 februarie, S.V. 12 februarie, 1892 în orașul Saratov, unde și-a petrecut copilăria și primii ani ai adolescenței. Mama sa, Anna Pavlovna, născută Aleakrinskaia, a fost fiica unui învățător de la țară, iar tatăl său, Alexandr Erofeevici, a fost fiul unui țăran iobag; părinții lui Konstantin nu au avut o relație armonioasă. A lucrat ca vânzător în prăvălia tatălui său și, în cele din urmă, și-a deschis un magazin de papetărie. A fost un autodidact, i-au plăcut foarte mult versurile, dar a răsfoit și biografii ale sfinților.
A studiat în perioada 1899-1914. După ce a finalizat studiile primare, Fedin s-a înscris la școala comercială din Saratov, unde a absolvit liceul din Kozlov. În 1907-1908 a fugit de două ori, de acasă, la Moscova. În 1911 a intrat la Institutul Comercial din Moscova, ca student la secția de științe economice.
Primele sale publicații datează din 1913 - debutează în literatură cu nuvela Nimicuri publicată în revista Novîi Satirikon (Noul Satiric). În primăvara anului 1914, după terminarea celui de-al treilea an de studii universitare, a plecat în Germania pentru a-și îmbunătăți limba germană, la Nürnberg, unde a fost prins de declanșarea Primului Război Mondial (1914-1918). A încercat să treacă granița pentru a se întoarce în Rusia, dar a fost reținut la Dresda. Până în 1918 a locuit în Germania ca prizonier civil, a lucrat ca actor în teatrele orașelor Zittau și Görlitz. În această perioadă a continuat să scrie, fără să își formeze o optică proprie, deoarece, rând pe rând, a fost influențat de literatura lui Dostoievski, Strindberg și Bjørnstjerne Bjørnson, precum și de cea a expresioniștilor germani. Perioada a fost deosebit de fertilă în ceea ce privește acumularea de observații asupra Europei occidentale, dinaintea și din timpul Primului Război Mondial, observații care au și constituit baza primului său roman, Orașe și ani.
În septembrie 1918 s-a întors la Moscova, unde a slujit în Comisariatul Poporului pentru învățământ. În 1919 a locuit în Sâzran, unde a lucrat ca secretar al Comitetului Executiv al orașului, a întemeiat revista Otkliki (Ecouri) (aici, sub pseudonimul K. Aliakrinski, a publicat prima sa povestire, „Fericirea”) și a colaborat la ziarul Sîzranski kommunar. Sub pseudonimul Petru Șved, a publicat editoriale, eseuri, foiletoane și chiar recenzii de teatru. În octombrie 1919 a fost mobilizat și trimis pe front în cadrul ofensivei lui Iudenici. A făcut parte din Divizia specială bașkiră de cavalerie și s-a ocupat de difuzarea presei către cele patru regimente de pe front. A fost transferat apoi la redacția Boevaia Pravda, gazeta Armatei a 7-a, unde a fost redactor adjunct până la începutul anului 1921.

## Scrieri
- Singurătate (Pustîr, 1923)
- Orașe și ani (Города и годы, Goroda i godî, 1924)
- Frații (Bratya, 1928)
- Sanatoriul Arktur (1940)
- Gorki printre noi (Gorki sredi nas, 1941-1944)
- Primele bucurii (Pervîe radosti, Первые радости, 1945)
- O vară neobișnuită (Neobîknovennoe leto, Необыкновенное лето, 1948)
- Rugul (Koster, Костер, 1961)